# Przejściowy Punkt Kontrolny Otmuchów
Przejściowy Punkt Kontrolny Otmuchów – nieistniejący obecnie pododdział Wojsk Ochrony Pogranicza wykonujący kontrolę graniczną osób, towarów i środków transportu bezpośrednio w przejściu granicznym na granicy polsko-czechosłowackiej.

## Formowanie i zmiany organizacyjne
W październiku 1945 roku Naczelny Dowódca WP nakazywał sformować na granicy państwowej 51 przejściowych punktów kontrolnych.
Graniczna placówka kontrolna Otmuchów została utworzona w październiku 1945 roku jako Kolejowy Przejściowy Punkt Kontrolny Otmuchów (PPK Otmuchów) – III kategorii o etacie nr 8/12 . Obsada PPK składała się z 10 żołnierzy i 1 pracownika cywilnego.
Przejściowy Punkt Kontrolny Otmuchów został rozformowany jesienią 1946 roku.

## Ochrona granicy

### Podległe przejście graniczne
- Kałków-Vidnava
- Dziewiętlice-Bernartice.